# Shqip (Zeitung)
Shqip („Albanisch“) ist eine albanischsprachige Zeitung in Albanien und Kosovo mit Sitz in Tirana. Shqip ist Teil des Medienkonzerns Top Media, welchem unter anderem Top Channel, Digitalb und Top Albania Radio angehören.